# Marquesado de la Mina
El marquesado de la Mina es un título nobiliario español de carácter hereditario que fue concedido por Carlos II de España el 23 de septiembre de 1681, con el vizcondado previo de Santaren, a Pedro José de Guzmán-Dávalos y Ponce de León, señor de los mayorazgos de la Mina, Santaren, Salteras y Santillán, patrón de la capilla mayor de la parroquia de Omnium Sanctorum, veinticuatro de Sevilla, caballero maestrante de Sevilla y general de artillería. El rey Fernando VI de España le concedió a este título la Grandeza de España en 1748.
La denominación del marquesado hace referencia al molino de la Mina, situado en el centro de la población de Alcalá de Guadaíra, en la calle de Nuestra Señora del Águila, conocida popularmente como calle de la Mina. El molino producía harina gracias a la fuerza de una conducción subterránea de agua que después de atravesar la localidad, salía a la superficie y llegaba hasta Sevilla en forma del acueducto denominado los Caños de Carmona, por entrar en la ciudad a través de la puerta de Carmona. Los Guzmán-Dávalos, una rama menor de la casa de los condes de Olivares que emparentaron con el linaje sevillano de los Dávalos, incluyeron en su mayorazgo además del molino de la Mina una antigua alquería de origen islámico cerca de Dos Hermanas nombrada en el Repartimiento del Reino de Sevilla como Varga Santaren, de donde se tomó la denominación del vizcondado previo.
En el siglo XVIII, por extinción de la rama Guzmán-Dávalos, el marquesado de la Mina pasó a los duques de Alburquerque, y posteriormente a los duques de Fernán Núñez.
El actual marqués de la Mina es Manuel Falcó y Anchorena, VI duque de Fernán Nuñez.
Tanto en Barcelona como en Sevilla existe una calle denominada Marqués de la Mina, en referencia al II marqués, Jaime de Guzmán-Dávalos y Spínola.

## Marqueses de la Mina
|                        | Titular                                       | Periodo                |
| Creación por Carlos II | Creación por Carlos II                        | Creación por Carlos II |
| ---------------------- | --------------------------------------------- | ---------------------- |
| I                      | Pedro José de Guzmán-Dávalos y Ponce de León  | 1681-1720              |
| II                     | Jaime de Guzmán-Dávalos y Spínola             | 1720-1767              |
| III                    | Miguel José de la Cueva y Enríquez de Navarra | 1767-1803              |
| IV                     | José Miguel de la Cueva y de la Cerda         | 1803-1811              |
| V                      | Felipe María Osorio y de la Cueva             | 1803-1859              |
| VI                     | María Pilar Osorio y Gutiérrez de los Ríos    | 1859-1921              |
| VII                    | Manuel Felipe Falcó y Osorio                  | 1922-1927              |
| VIII                   | Manuel Falcó y Álvarez de Toledo              | 1928-1936              |
| IX                     | Manuel Falcó y Anchorena                      | 1940/1956-hoy          |

## Historia de los marqueses de la Mina

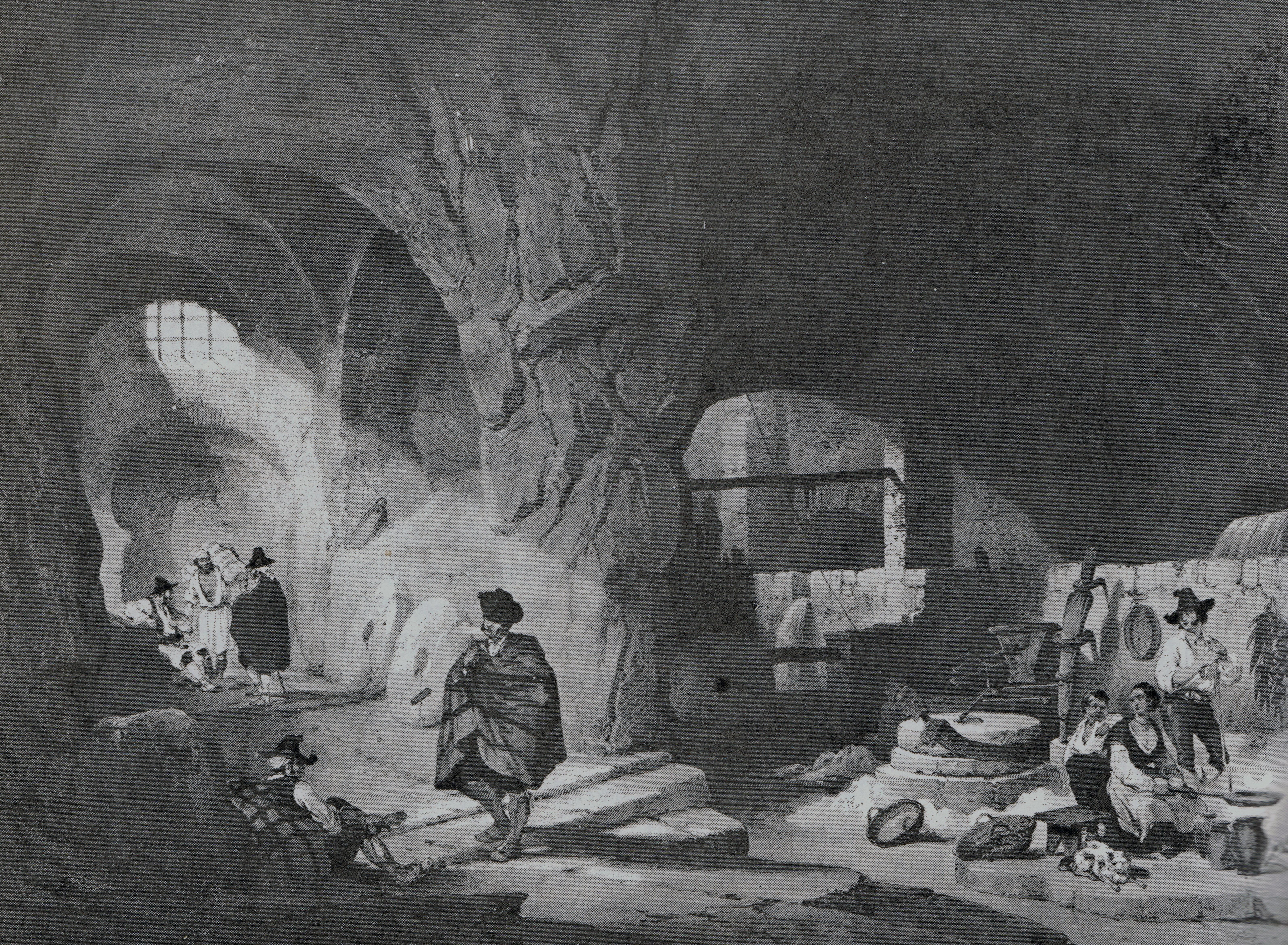
El molino de la Mina según un grabado romántico de la primera mitad del siglo XIX

- Pedro José de Guzmán-Dávalos y Ponce de León (baut. Sevilla, 6 de octubre de 1650-5 de octubre de 1720), I marqués de la Mina.[1][2] Fueron sus padres Juan de Guzmán Dávalos y Enríquez y su segunda esposa, Mariana de Santillán.[2]

Casó  el 7 de diciembre de 1681 con Juana de Spínola y Palavicino, hija de Jácome María Spínola, III conde de Pezuela de las Torres y de Francisca de Palavicino. Le sucedió su hijo:
- Jaime Miguel de Guzmán-Dávalos y Spínola (1689-25 de enero de 1767), II marqués de la Mina,[3] IV conde de Pezuela de las Torres. teniente general de los Reales Ejércitos, capitán general de Cataluña, caballero de la Orden del Toisón de Oro y embajador en Francia.[4] Participó en las campañas Cerdeña y Sicilia entre 1717 y 1720, y en la guerra de Lombardía de 1743 a 1736, pero donde tuvo mayor protagonismo fue en las campañas de Italia de 1743 a 1748.

Casó en primeras nupcias el 13 de marzo de 1729 con María Francisca Funes de Villalpando y en segundas el 3 de abril de 1733 con María Agustina Zapata de Calatayud y Fernández de Híjar, V duquesa de la Palata. Sin descendientes, le sucedió su sobrino:
- Miguel José María de la Cueva y Enríquez de Navarra (1743-20 de octubre de 1803), III marqués de la Mina,[4] XVII conde de Siruela[5] y XIII duque de Alburquerque.[5], hijo de Pedro Miguel de la Cueva Velasco y Guzmán, XII duque de Alburquerque, y de Antonia Benita Enríquez Dávalos.[6]

Casó en Valencia en 7 de diciembre de 1766 con Cayetana María de la Cerda y Cernesio Odescalchi, hija de Joaquín María de la Cerda y Téllez-Girón, de la Casa de la Laguna de Camero Viejo, y de Josefa María Cernesio y Guzmán, IV condesa de Parcent. Les sucedió su hijo:
- José Miguel de la Cueva y de la Cerda (Madrid, 1775-Londres, 1811), IV marqués de la Mina,[4] XIV duque de Alburquerque, XII marqués de Cuéllar, XIV conde de Ledesma y XIV conde de Huelma, XII conde de Pezuela de las Torres y XVIII conde de Siruela.

Casó con María Escolástica Gutiérrez de los Ríos y Sarmiento de Sotomayor (Lisboa, 1783- Jerez de la Frontera, 1845), hija de Carlos José Gutiérrez de los Ríos, VI conde y I duque de Fernán Nuñez y María de la Esclavitud Sarmiento y Quiñones, V marquesa de Castel-Moncayo. Sin sucesión legítima. Le sucedió su sobrino:
- Felipe María Osorio y de la Cueva (m. 5 de febrero de 1859), V marqués de la Mina,[4] VII conde de Cervellón,[7]  XIX conde de Siruela,[5] mariscal de campo.[7]

Casó el 26 de septiembre de 1821 con Francisca de Asís Gutiérrez de los Ríos y Solís, II duquesa de Fernán Núñez, XII condesa de Barajas. Le sucedió su hija.
- María del Pilar Osorio y Gutiérrez de los Ríos (Madrid, 10 de diciembre de 1829-Chateau de Dave, Namur, Bélgica, 1 de septiembre de 1921),[9] VI marquesa de la Mina,[4] VIII condesa de Cervellón,[7] III duquesa de Fernán Núñez,[10][11] VIII marquesa de Castel-Moncayo,[12] XX condesa de Siruela,[5] XIII condesa de Barajas,[8] VII duquesa de Montellano, V duquesa del Arco, XII marquesa de Alameda, marquesa de Castelnovo, marquesa de Pons, marquesa de Plandogan, marquesa de Miranda de Anta, VI condesa de Frigiliana, condesa de Molina de Herrera, condesa de Montehermoso y IX condesa de Puertollano.[13][9] Fue dama de las reinas Isabel II, María de las Mercedes y María Cristina.[9]

Casó el 14 de octubre de 1852 con Manuel Luis Pascual Falcó D'Adda y Valcárcel (n. Milán, 26 de febrero de 1838), XIV marqués de Almonacid de los Oteros, barón de Benifayó, V marqués del Arco y de Montellano.
- Manuel Falcó y Osorio (Dave, Namur, 1856-Madrid, 8 de mayo de 1927), VII marqués de la Mina,[4] IX conde de Cervellón, IV duque de Fernán Núñez,[14]  XIV conde de Barajas,[8] y XIII marqués de Alameda. Fue ministro, senador, caballero de la Orden del Toisón de Oro, mayordomo mayor y embajador en Viena y en Berlín.[15]

Casó el 25 de junio de 1896 con Silvia Álvarez de Toledo y Gutiérrez de la Concha, IV duquesa de Bivona (título español) y III condesa de Xiquena, hija de José María Álvarez de Toledo y Acuña, II duque de Bivona, y de su esposa Jacinta Gutiérrez de la Concha y Fernández de Luco. Le sucedió su hijo:
- Manuel Falcó y Álvarez de Toledo (Madrid, 1896-8 de diciembre de 1936), VIII marqués de la Mina,[4] X conde de Cervellón,[15] V duque de Fernán Núñez,[15] V duque de Bivona,[17] XIV marqués de Alameda y IV conde de Xiquena.[18]

Casó con Mercedes Anchorena y Uriburu (m. 4 de abril de 1988). Le sucedió su hijo:
- Manuel Falcó y de Anchorena, IX marqués de la Mina,[4] XI conde de Cervellón, VI duque de Fernán Núñez,[15] VI duque de Bivona,[17]  XVI conde de Barajas,[8] XV marqués de Alameda, marqués de Almonacid de los Oteros, marqués de Castelnovo, marqués de Miranda de Anta, conde de Anna, conde de Molina de Herrera, conde de Montehermoso, conde de Pezuela de las Torres, conde de Puertollano, conde de Saldueña, señor de la Higuera de Vargas,[19] duque del Arco[20] y V conde de Xiquena.[18]

Casado el 29 de mayo de 1986 con María Cristina Ligués Creus. Padres de Manuel Fernando (n. Madrid, 23 de junio de 1987) y de Cristina Falcó y Ligués (n. Madrid, 12 de julio de 1988).